# Marc Perrone
Pour les articles homonymes, voir Perrone.
Ne doit pas être confondu avec Marc Cerrone.
Marc Perrone est un accordéoniste, chanteur, conteur et auteur-compositeur-interprète français, né le 8 octobre 1951 à Villejuif. Il a contribué à faire redécouvrir l’accordéon diatonique au début des années 1970 et en est devenu l’un des fers de lance,.

## Biographie

### Enfance et formation
Marc Perrone naît à Villejuif de parents italiens originaires des communes de Cervaro et Vallerotonda, province de Frosinone, près du mont Cassin. Il passe sa petite enfance à Gentilly puis, dès l’âge de six ans, réside à La Courneuve. Il est atteint de sclérose en plaques depuis l'âge de 22 ans.
Après des études secondaires au lycée Henri-Wallon d’Aubervilliers, il intègre la troupe du Théâtre Périféerique attachée alors à l’unité enfance du Théâtre de la Commune. Il y est comédien, marionnettiste et musicien dans La Malédiction des Capétiens. Dès l’âge de 15 ans, il se passionne pour la guitare et la musique qu’il aborde en autodidacte, notamment les chansons de Brassens, Brel, le rock, le folk américain puis et surtout les vieux bluesmen du delta du Mississippi (John Hurt, Lead Belly, Reverend Gary Davis, Big Bill Broonzy). Les émissions de Sim Copans à la radio l’embarquent sur les trains des hobboes dans l’Amérique populaire chère à Woody Guthrie. C’est pétri de cet univers qu’il fréquente les premiers folk-clubs parisiens, le TMS spécialisé dans le folk américain, puis Le Bourdon, plus ouvert au folk français.

### Carrière artistique

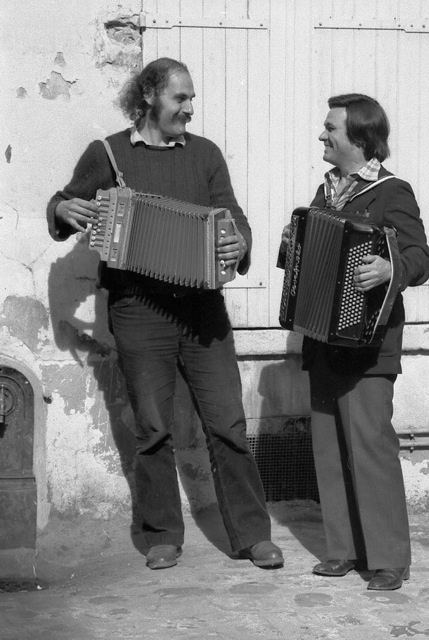
Marc Perrone et Marcel Azzola en 1979.

C’est à la fête de l'Humanité 1972, à l’écoute et à la vue de musiciens cajuns de Louisiane, que son cœur penchera définitivement pour le petit accordéon. En 1973, rejoignant le groupe Perlinpinpin Folc à Agen, il participe au renouveau des danses et musiques gasconnes et occitanes. Il rencontre des musiciens et danseurs de campagne, en particulier Léa saint Pé dans le Gers et la prend pour modèle. Dès lors il consacre beaucoup de son temps au collectage dans le Gers et les Landes avec Marie-Odile Chantran. Le jeu pour la danse, l’approche analogique des styles liés aux traditions orales s’avèrent être un terrain d’exploration passionnant, lui tenant lieu, en quelque sorte, de conservatoire. De retour à Paris en 1978, il sort son premier album personnel La Suite du Quercy dans lequel commencent à affleurer quelques compositions.
En 1979, il rencontre à Recanati la famille Castagnari (en) et réussit à convaincre Mario Castagnari de reprendre la construction d'accordéons diatoniques. Celui-ci accepte à condition de faire de cet instrument, alors considéré comme désuet, un instrument à part entière et d'excellente qualité. Ce fut une étape très importante dans le renouveau du petit accordéon. Il en naît une grande amitié.
En 1979, Marc Perrone fait la rencontre de Didi Duprat et de Denis Tuveri.

A la fête de l'Humanité 1982, recommandé par Marcel Azzola pour un concert autour de l’accordéon sous toutes ses formes, il fait la rencontre, déterminante, de Bernard Lubat et Michel Portal. Pour Marc Perrone : 

« La musique est une pâte, une pâte à modeler. Les deux mains prises on peut la pétrir dans le soufflet de l’accordéon et la saupoudrer de quelques mots si par malheur elle vous colle trop à la peau ou vous glisse entre les doigts. »

1983 marque sa première participation au festival Uzeste musical ; par la suite, il y participe chaque année. Il rencontre aussi Louis Sclavis, Jacques Di Donato et Henri Texier.
En 1985, il joue dans Paris à Venise lors du carnaval, avec la Compagnie Lubat et Marcel Azzola. Il rencontre André Minvielle.
Passionné de cinéma, Marc Perrone fait la rencontre, au début des années 1980, de Bernard Favre qui l’amène à composer et jouer dans son film La Trace. Dans ce contexte, il compose notamment la valse du film Un dimanche à la campagne de Bertrand Tavernier, valse qu'il y joue lui-même à l'accordéon à l'écran. Tavernier l'a défini comme « un musicien magnifique, voyageur dans le temps et réparateur de mémoire… Peut-être parce qu’il sait le prix et la valeur des rêves ». En 1987, il se produit lors du concert Ciné et toile au Printemps de Bourges ; il rencontre Arthur H et Jacques Higelin.
Il consacre deux de ses albums, Cinéma-Mémoire (1993, spectacle et enregistrement avec Raphaël Sanchez) et Ciné-Suite, aux grandes mélodies du cinéma français. Il accompagne également la projection de films en ciné-concert (Charlie Chaplin, Jean Renoir…). En 1995, il compose et enregistre des musiques originales pour les films de Renoir Tire-au-flanc et La Petite Marchande d'allumettes.
La même année, il enregistre le disque Jacaranda qu'il donne en spectacle au Petit Montparnasse (3 semaines).

### Spectacles et concerts depuis les années 2000
Marc Perrone se produit régulièrement en concert ; il a effectué des tournées en Europe (Suède, Italie, Allemagne, Belgique, Grande-Bretagne…), en Afrique, en Inde, en Extrême-Orient, au Japon, en Amérique centrale et en Amérique du Nord.
- 1999-2000 : Spectacle Voyages à l'Européen (1 semaine) à la salle Valhubert (2 semaines)
- 2001 : Rencontre de Louise Vigo, composition et enregistrement de la musique originale du film À propos de Nice de Jean Vigo pour Gaumont
- 2003 : Création de Victor Bâton avec Thierry Gimenez, d'après le roman Mes amis d'Emmanuel Bove, mise en scène de Pierre Pradinas, au Théâtre de l'Union à Limoges
- 2003 : Che bella la vita, contes, nouvelles et récits de Fellag ; mise en scène Hugues Massignat au Tilf
- 2004 : Son éphémère passion au Théâtre du Renard
- 2005-2006 : Concerts « Les lundis du Zèbre » au théâtre Zèbre de Belleville
- 2007 : Concert « Les petites chansons de Marc Perrone » à L'Européen
- 2009 : Spectacle au Trois Baudets de Victor Bâton
- 2013 : Images de Marc aux Trois Arts
- 2013 : La Petite Louise, ses voyages et son accordéon « Coup de cœur » de l'Académie Charles-Cros.
- 2014 : Les Petites Histoires de Marc Perrone

### Distinction
- 2001 :  Chevalier de la Légion d'honneur[8]

## Discographie

### Albums personnels
- Marc Perrone : accordéon diatonique (1978) - éd. Polydor
- La Forcelle (1983) - éd. Le Chant du Monde
- La Trace (1983) - éd. Saravah
- Velverde (1988) - éd. Le Chant du Monde
- Cinéma mémoire (1993) - éd. Le Chant du monde
- Jacaranda (1995) - éd. Rue Bleue
- Dis bonjour au monsieur (1994) - éd. Faut voir
- Ciné Suite (1998) - éd. Le Chant du Monde
- Voyages (2001) - éd. Le Chant du Monde
- Son éphémère passion, avec la participation d'Arthur H (2004) - éd. Rue Bleue
- Les P’tites Chansons de Marc Perrone (2007) - éd. Rue Bleue
- La Petite Louise : ses voyages et son accordéon (2011) - Livre/disque aux éditions Actes Sud Junior
- Babel-Gomme (2017) - éd. Buda Musique

### Participations
- Le paradis des vieilles maisons / La famille Toussaint et les cousins (1973) - éd. Le Chant du monde
- Gabriel valse / Les Toussaint et cousins, Marc Perrone & Perlinpinpin Fòlc (1974) - éd. Le Chant du monde
- Perlinpinpin Fòlc (1975) - éd. Junqué
- Les lendemains qui dansent (1980) avec Denis Gasser, Yves Guilcher, Dominique Paris, Marc Rapilliard et Julien Skowron - éd. Ovidis
- Paris musette Vol.1 et 2 (1990) - éd. La Lichère
- Canto (1998) - André Minvielle - éd. C.A.D / L'Autre Distribution

### Prix
- 1983 : Grand Prix du Disque de l'Académie Charles-Cros pour La Forcelle
- 2006 : Prix Gus-Viseur
- 2010 : Prix de la Voce d'oro (l'anche d'or) du concours international de la ville de Castelfidardo pour l'ensemble de son œuvre

## Musiques de films et documentaires

### Cinéma
- La Trace de Bernard Favre (1983)
- Un dimanche à la campagne de Bertrand Tavernier (1984)
- Maine Océan de Jacques Rozier (1986)
- La Vie et rien d'autre de Bertrand Tavernier (1988)
- Notes pour Debussy - Lettre ouverte à Jean-Luc Godard de Jean-Patrick Lebel (1988)
- L.627 de Bertrand Tavernier (1992)
- Micheline de Luc Leclerc du Sablon (2000)
- Aurélie, série L'Instit (2001)
- La Victoire des vaincus de Nicolas Picard (2002)
- Le Thé d'Ania de Said Ould Khelifa (2004)
- La Svedese de Nicolas Liguori (2008)
- L'Histoire du Petit Paolo de Nicolas Liguori (2011)
- Le Stelle inquiète de Emanuela Piovano (2011)
- 11 Fleurs de Wang Xiaoshuai (2012)
- L'Incroyable Histoire du facteur Cheval de Nils Tavernier (2017) - Valse du mariage

### Documentaires
- Notes pour Debussy de Jean-Patrick Lebel (1988)
- Paris passages de Sylvain Poubelle (1989)
- L’Accordéon d’Éric Pittard (1997)
- Monet de Mickaël Gaumnitz (1997)
- Kosma de Serge Lepéron (1996)
- L’Usine d’Éric Pittard (1998)
- La Foi du Siècle de Patrick Barbéris (Arte) (1998)
- Noël dans les tranchées de Michaël Gaumnitz (2005)
- Les ombres du bagne de Patrick Barberis (2005)
- Le siècle de Verdun de Patrick Barberis (2006)
- Ma mondialisation de Gilles Perret (2006)
- Renoir de Michaël Gaumnitz
- La Véritable Histoire du bus 402 d’André Van In (Arte) (2002)
- 300 jours de colère de Marcel Trillat (France 2) (2002)
- Les Prolos de Marcel Trillat (France 2) (2002)
- Femmes Précaires de Marcel Trillat (France 2) (2005)
- 1946, Automne allemand de Michaël Gaumnitz, cocomposition Bernard Lubat
- 93 La Belle Rebelle de Jean-Pierre Thorn (2010)
- Des étrangers dans la ville de Marcel Trillat (2014)

### Création de musiques originales de films muets
- La Fille de l'eau de Jean Renoir
- Catherine de Jean Renoir
- La Petite Marchande d'allumettes de Jean Renoir
- Tire-au-flanc de Jean Renoir
- L'Émigrant de Charlie Chaplin
- Le Vagabond de Charlie Chaplin
- À propos de Nice de Jean Vigo

## Publications
- Son éphémère passion - Tablatures pour accordéon diatonique partitions pour piano, voix et guitare (EBR[9])
- Treize à la douzaine - Recueil de partitions pour accordéon diatonique (EBR)
- Marc Perrone - Accordéon diatonique croquis (seconde édition) - Peintures et dessins de Jacky Liegeois - Édition Gran Houn

### Documentaires sur Marc Perrone
- Marc Perrone en voyage de Michel Coqueblin
- Ainsi parlait… Marc Perrone, autoportrait documentaire de Serge Gauthier-Pavlov, (2005)
- Le Voyageur des contes diatoniques de Jean-François Aurenty (2013)
- La Boîte à frissons Jeanne Sigwalt et ses amis de l'ESRA (2015)
- 4 saisons de Marc Perrone de Claude Val (2015)